# باشگاه فوتبال لخیا گدانسک
 باشگاه فوتبال لخیا گدانسک  (به لهستانی: Lechia Gdańsk) باشگاه فوتبال لهستان است که در شهر گدانسک قرار دارد و در لیگ برتر فوتبال لهستان بازی میکند.
این باشگاه در سال ۱۹۴۵ تأسیس شده است.

## افتخارات
- لیگ برتر فوتبال لهستان
  -  مقام سوم (۱):۱۹۵۶
- جام حذفی فوتبال لهستان
  - قهرمان (۱): ۱۹۸۳
  - نایب قهرمانی (۱): ۱۹۵۵
- سوپر جام فوتبال لهستان
  - قهرمان (۱):۱۹۸۳